# Love Poem
Love Poem (사랑 시?, Sarang siLR) è il nono EP della cantante sudcoreana IU, pubblicato il 18 novembre 2019.
L'EP ha debuttato alla prima posizione della Gaon Chart, vendendo oltre 168 000 copie solo in Corea del Sud a novembre 2019.

## Descrizione
Il 3 marzo 2019, IU annuncia di star lavorando a un nuovo disco di prossima pubblicazione. Love Poem viene annunciato l'11 ottobre successivo; inizialmente si prevede l'uscita del singolo omonimo al 29 ottobre e del disco al 1º novembre 2019, ma quest'ultima viene rimandata al 18 novembre in seguito alla morte della cantante e cara amica Sulli a metà ottobre. Il singolo Love Poem diventa invece disponibile il 1º novembre. In concomitanza con l'uscita del disco vengono caricati su YouTube i video musicali di Blueming e Above the Time.
IU ha partecipato alla scrittura dei testi di tutte le sei canzoni, che trattano del tema dell'amore in qualunque forma, che sia per una persona amata, se stessi, il mondo o i giorni passati. Unlucky parla dello sforzo di amare la propria vita, Love Poem consola una persona cara triste, mentre The Visitor racconta di un amore trascorso. Blueming esprime l'eccitazione di un amore che sta sbocciando. Lullaby è scritta dalla prospettiva di qualcuno che fa visita all'amato nei sogni e Above the Time parla di un amore che trascende il tempo.
In particolare, Above the Time è legata a You & I, brano apripista del secondo album in studio di IU, Last Fantasy (2011) tramite la contrapposizione dei versi "Chiamerò il tuo nome" (너의 이름을 불러 줄게?, Neo-ui ireum-eul bulleo julgeLR) e "Chiama il mio nome" (내 이름을 불러줘?, Nae ireum-eul bulleojwoLR). Secondo l'analisi dei testi e della struttura musicale del brano condotta dalla rivista Ize, Above the Time cattura il processo di riconciliazione tra la sé del passato e quella del presente e il loro giungere al completamento "in uno spazio e in un tempo irrealistici ispirati da You & I", alla cui produzione IU non partecipò, a differenza di quanto avvenuto in Above the Time. Le due canzoni sono ulteriormente collegate nel video musicale: se in You & I la cantante interpretava una ragazza che viaggiava nel futuro per poter stare con qualcuno che nel presente non le era permesso amare, Above the Time vede i due personaggi riunirsi.

## Accoglienza
| Recensione | Giudizio |
| ---------- | -------- |
| IZM        |          |

Hwang Sun-eop di IZM ha paragonato Love Poem alla serie Persona, nella quale IU interpreta diversi personaggi, definendo i brani del disco altrettante personalità della cantante. L'ha inoltre lodata per aver ricordato che la musica può essere un'"opera letteraria" grazie al commento all'album da lei realizzato, che aiuta a dare a ogni canzone il giusto significato durante l'ascolto. A fine anno, Kim Do-heon di IZM lo ha incluso tra i migliori album del 2019, commentando che "Love Poem è il momento in cui IU, che ha atteso lentamente il suo momento per diventare adulta, si espande con coraggio".
Tamar Herman di Billboard ha definito il disco "quasi una poesia d'amore alla carriera di IU, in cui ogni singolo rappresenta una parte diversa della sua discografia", facendo paralleli tra Love Poem e "le melodie toccanti" dell'EP A Flower Bookmark; ha invece paragonato "il vivace brano pop-rock" Blueming alla traccia del 2015 Twenty-Three, e descritto la "melodica e teatrale" Above the Time un sequel visivo e sonoro di You & I, anche per via del video musicale.
Ize ha osservato che, seppure non tutti i testi seguissero rigidamente la forma della poesia come genere letterario, "proprio come la poesia nasconde l'interiorità o l'intenzione di un individuo attraverso le metafore, le canzoni di Love Poem enfatizzano l'universalità invece delle emozioni dinamiche di una persona innamorata", promuovendo la "moderazione delle emozioni, o l'astrazione delle emozioni personali" come forma di poesia d'amore.

## Tracce
1. Unlucky – 3:51 (testo: IU, Kim Je-hwi – musica: Kim Je-hwi)
2. The Visitor (사람?, Geu saramLR) – 3:51 (testo: IU – musica: IU, Jukjae)
3. Blueming – 3:37 (testo: IU – musica: IU, Lee Jong-hoon, Lee Chae-kyu)
4. Above the Time (시간의 바깥?, Sigan-ui bakkatLR) – 5:00 (testo: IU – musica: Lee Min-soo)
5. Lullaby (자장가?, Jajang-gaLR) – 4:21 (testo: IU – musica: Kim Hee-won, Hong So-jin)
6. Love Poem – 4:18 (testo: IU – musica: Lee Jong-hoon, Hong So-jin, Jukjae)

## Successo commerciale
L'EP ha raggiunto il primo posto di tutte le principali classifiche in tempo reale in Corea al momento della pubblicazione, tra cui Melon, Bugs, Genie e Soribada. Blueming ha ottenuto un "all-kill", il che significa che è arrivata prima in tutte le classifiche dei principali rivenditori coreani.
A gennaio 2020, l'album ha venduto 199 787 copie, rendendolo l'album più venduto da un'artista solista nella storia della Gaon Chart.

## Classifiche
| Classifica (2019) | Posizione massima |
| ----------------- | ----------------- |
| Corea del Sud     | 1                 |